# کربی کین
کربی کین (به انگلیسی: Kirby Cane) یک روستا و محله مدنی در بریتانیا است که در South Norfolk واقع شده‌است. کربی کین ۶٫۱۳ کیلومتر مربع مساحت و ۴۳۴ نفر جمعیت دارد.